# خيط محوري

يتكون الخيط المحوري أو الغمد المركزي أو أنبوبة مركزية (بالإنجليزية: Axoneme) للأهداب الأولية من حلقة مؤلفة من 9 أزواج أنيبيبية خارجية، ولكن الخيط المحوري للأهداب المتحركة يحتوي على أنيبيبين فرديين في المركز بالإضافة إلى التسع أزواج الخارجية.

## الأهمية السريرية
تم العثور على أن الطفرات أو العيوب التي تحدث في الأهداب البدائية، والتي تؤدي إلى اعتلالات في وظيفة الأهداب (Ciliopathy) تلعب دوراً في الأمراض التي تصيب الإنسان.  وتشمل هذه الأمراض مرض الكلى المتعدد الكيسات (PKD)، التهاب الشبكية الصباغي، ومتلازمة بارديت-بيدل، وغيرها من الاضرابات التنموية.